# Јошевица
Јошевица је насељено мјесто на подручју града Глине, Банија, Република Хрватска.

## Историја
Јошевица се од распада Југославије до августа 1995. налазила у Републици Српској Крајини. У Јошевици је 16. децембра 1991. почињен злочин против цивилног становништва. Том приликом је убијено 21 лице хрватске националности.

## Становништво
| Националност       | 1991.        |
| Хрвати             | 126 (94,73%) |
| Срби               | 2 (1,50%)    |
| Југословени        | 3 (2,25%)    |
| остали и непознато | 2 (1,50%)    |
| Укупно             | 133          |

| Демографија | Демографија | Демографија |
| Година      | Становника  | Становника  |
| ----------- | ----------- | ----------- |
| 1961.       | 276         |             |
| 1971.       | 233         |             |
| 1981.       | 188         |             |
| 1991.       | 133         |             |
| 2001.       | 77          |             |